# Estación Flamingo / Caesars Palace
Flamingo / Caesars Palace es una estación del Monorriel de Las Vegas. La estación es una plataforma central localizada en los hoteles Caesars y Flamingo. La estación Flamingo / Caesars Palace puede ser localizada en el lado del hotel Flamingo de Las Vegas Boulevard, a través del hotel Caesars Palace.

## Hoteles cercanos
- Bill's Gamblin' Hall and Saloon
- Hilton Grand Vacations
- Flamingo Las Vegas
- Caesars Palace

## Atracciones cercanas
- Bill's Gamblin' Hall & Saloon
- Westin Casuarina Battista's Hole en el Restaurante Wall

- Datos: Q5457274